# Parque Patria
Parque Patria war das erste Fußballstadion in der mexikanischen Stadt León, in dem der 1920 von dem Fußballpionier Diego Mosqueda ins Leben gerufene Verein León Atlético seit Eröffnung im Jahr 1925 und später auch der 1928 gegründete Union de Curtidores ihre Heimspiele während der Amateurphase des Fußballs in Mexiko austrugen.
Der Parque Patria war auch Spielstätte des neu formierten León FC, der 1944 ins Leben gerufen wurde, um in der mexikanischen Profiliga anzutreten. Am 20. August 1944 wurde hier das Debüt des León FC in der mexikanischen Profiliga gegen den Club Atlante ausgetragen. Der unerwartete 5:3-Sieg der neu zusammengestellten Mannschaft über die Atlantistas legte den Grundstein für eine lang anhaltende und intensive Rivalität.
Der alte und auch viel zu kleine Parque Patria wurde jedoch nur während der ersten Profisaison 1944/45 des León FC genutzt. Bereits ab 1945 trug die Mannschaft ihre Heimspiele im neu eröffneten Estadio Enrique Fernández Martínez aus und wechselte 1950 in das mittlerweile erweiterte Estadio La Martinica.